# لوئیس فرناندز
لوئیس میگوئل فرناندز تولدو (به فرانسوی: Luis Miguel Fernández Toledo) بازیکن فوتبال اهل فرانسه است که در پست هافبک از سال ۱۹۸۲ تا ۱۹۹۲ عضو تیم ملی فرانسه بوده‌است. وی در ۶۰ بازی ملی حضور داشته و در این مدت ۶ گل ملی به ثمر رسانده‌است. او از سال ۱۹۹۲ به بعد به سرمربیگری پرداخته‌است.
فرناندز به همراه تیم ملی فرانسه قهرمان رقابت‌های یورو ۱۹۸۴ شد و دو سال بعد در جام جهانی ۱۹۸۶ مکزیک حضور داشت و به‌همراه فرانسه به رتبه سوم مسابقات دست یافت.